# Zschechwitz
Zschechwitz ist eine Ortslage des Ortsteiles Ehrenberg der ostthüringischen Skat- und Residenzstadt Altenburg.

## Lage
Zschechwitz liegt am westlichen Ufer der Pleiße nordöstlich von Ehrenberg an der Kreisstraße 206 mit Brücke zum Dorf im ländlichen Raum der Stadt Altenburg.

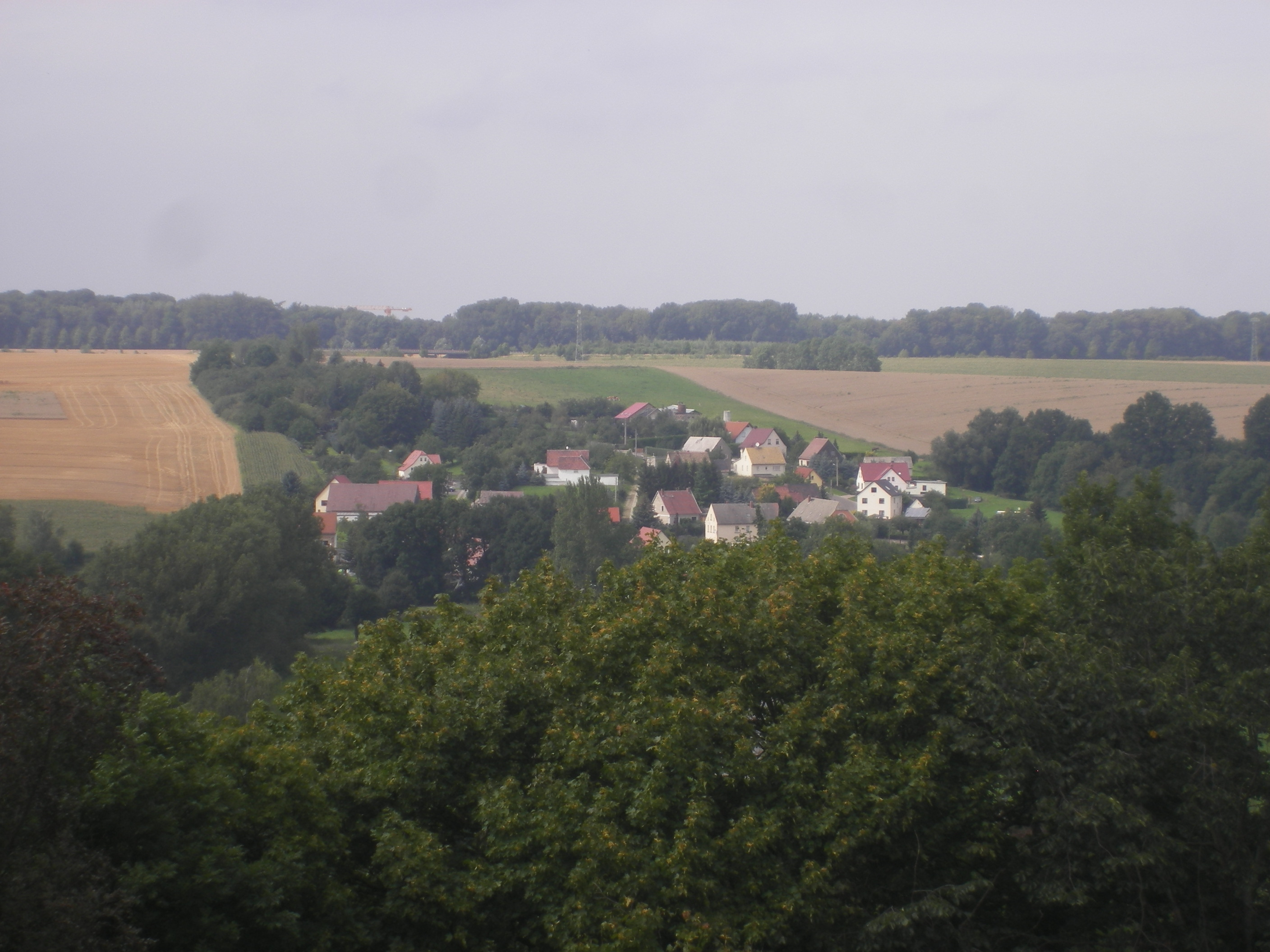
Blick auf den Ort

## Geschichte
Im Zeitraum 1181 bis 1214 fand die urkundliche Ersterwähnung des Dorfes statt. Der Ort gehörte zum wettinischen Amt Altenburg, welches ab dem 16. Jahrhundert aufgrund mehrerer Teilungen im Lauf seines Bestehens unter der Hoheit folgender Ernestinischer Herzogtümer stand: Herzogtum Sachsen (1554 bis 1572), Herzogtum Sachsen-Weimar (1572 bis 1603), Herzogtum Sachsen-Altenburg (1603 bis 1672), Herzogtum Sachsen-Gotha-Altenburg (1672 bis 1826). Bei der Neuordnung der Ernestinischen Herzogtümer im Jahr 1826 kam der Ort wiederum zum Herzogtum Sachsen-Altenburg. Nach der Verwaltungsreform im Herzogtum gehörte er bezüglich der Verwaltung zum Ostkreis (bis 1900) bzw. zum Landratsamt Altenburg (ab 1900). Das Dorf gehörte ab 1918 zum Freistaat Sachsen-Altenburg, der 1920 im Land Thüringen aufging. 1922 kam es zum Landkreis Altenburg.
Zschechwitz wurde am 1. Juli 1950 nach Paditz eingemeindet. Die Gemeinde Paditz wiederum wurde am 7. September 1973 nach Ehrenberg eingemeindet. Bei der zweiten Kreisreform in der DDR wurden 1952 die bestehenden Länder aufgelöst und die Landkreise neu zugeschnitten. Somit kam Zschechwitz mit dem Kreis Altenburg an den Bezirk Leipzig; jener gehörte seit 1990 als Landkreis Altenburg zu Thüringen und ging 1994 im Landkreis Altenburger Land auf. Am 14. Juli 1993 wurde die gesamte Gemeinde Ehrenberg mit eingemeindeten Dörfern als Ortsteil in die Stadt Altenburg eingegliedert.